# 690 a.C.
Il 690 a.C. (DCXC a.C. in numeri romani) è un anno  del VII secolo a.C.

## Eventi
- Fondazione della colonia greca di Metaponto, sulla costa Ionica della Lucania.

## Morti
- Manava, matematico indiano
- Shebitqo, sovrano egizio